# 佐賀純一
佐賀 純一（さが じゅんいち、1941年 - ）は、日本の作家、医師、漢方専門医。
茨城県生まれ。茨城県立土浦第一高等学校を経て、慶応義塾大学医学部卒業。国立栃木病院、ハワイ・クワキニ病院に勤務した後、土浦市で祖父・佐賀武が開業した佐賀医院に父・佐賀進とともに副院長として勤務。そのかたわら執筆を続ける。診療の際に出会う古老たちの話を本にまとめ、父・佐賀進の絵とともに1974年『スケッチで綴るふるさと土浦』を出版。その後『絵と伝聞 土浦の里』を出版し、1989年に第1回日本私家本図書館賞を受賞。同書の英語版『Memories of Silk and Straw』はサントリー地域文化賞、国際出版文化賞、外国人記者クラブ最優秀図書賞を受賞した。
『浅草博徒一代』はジョン・ベスターによって英訳され、ドイツ語などにも訳されている。ボブ・ディランの『ラヴ・アンド・セフト』は『浅草博徒一代』から数十の文節を引用している。

## 著書
- 『スケッチで綴るふるさと土浦』　1974年
- 『絵と伝聞 土浦の里』　1981年
- 『朝日の「記事」はどこまで信じられるか 正義と偽善・その虚実を衝く 一市民の素朴な疑問』日新報道　1978年
- 『通運丸と黒田船長 消えた蒸気船とそのころ』筑波書林　1980年　ふるさと文庫
- 『元年者たち』山手書房　1982
- 『職人くさぐさ 伝聞ノート1』編　筑波書林　1982年　ふるさと文庫
- 『商人と街ぐらし 伝聞ノート2』編　筑波書林　1982年　ふるさと文庫
- 『町場のおんなたち 伝聞ノート3』編　筑波書林　1982年　ふるさと文庫
- 『霞ケ浦水村譚 第1部 (夜のおどし)』筑波書林　1983年　ふるさと文庫
- 『霞ケ浦水村譚 第2部 (志戸崎風景)』筑波書林　1983年　ふるさと文庫
- 『霞ケ浦水村譚 第3部 (洲曳きの浜)』筑波書林　1983年　ふるさと文庫
- 『木碑からの検証 戦時下の土浦駅構内事故』筑波書林　1984年　ふるさと文庫
- 『浅草博徒一代 伊地知栄治のはなし』筑摩書房　1989年　のち文庫、新潮文庫
- 『氷雪のバイカル 革命下のシベリアを見た少年』筑摩書房、1990年
- 『歓喜天の謎 秘められた愛欲の系譜』図書出版社　1992年
- 『ちじらんかんぷん 庶民の生きた明治・大正・昭和』図書出版社　1992年
- 『田舎町の肖像』図書出版社　1993年
- 『失なわれた村の日々』図書出版社　1993年
- 『戦火の記憶 いま老人たちが重い口を開く』筑摩書房　1994年　「戦争の話を聞かせてくれませんか」新潮文庫
- 『霞ケ浦風土記 風、波、男と女、湖の記憶』常陽新聞社　1995年
- 『古事記変容する神々』東洋医学舎　2005年
- 『小説蛭子 古事記より』東洋医学舎　2005年
- 『患者さんは名医』東京新聞出版局　2006年
- 『筑波山愛ものがたり』常陽新聞新社　2006年
- 『坊っちゃん 漢方流』東洋医学舎　2006年
- 『藪医竹軒行状記』東洋医学舎　2008年
- 『火と文明の神迦具土を見よ』新幹社　2011年

## 翻訳
- Memories of Silk and Straw : a Self-Portrait of Small-Town Japan Garry O. Evans訳 講談社インターナショナル、1987年.
- The Gambler’s Tale : a Life in Japan’s Underworld ジョン・ベスター訳、講談社インターナショナル、1991年
- Alaala ng seda at dayami isinalin ni, Leonora R. Dimagiba.Solidarity Foundation,c1994.
- Von Stroh und Seide : Erinnerungen aus Japans Provinz nach der Jahrhundertwende  ubersetzt von Gerhard Hackner.Edition Peperkorn,c1994.
- Confessions of a Yakuza : a Life in Japan’s Underworld ジョン・ベスター訳、講談社インターナショナル、1991年
- Memories of Wind and Waves : a Self-Portrait of Lakeside Japan、Juliet Winters Carpenter訳.講談社インターナショナル、2002年